# ديف فليمنيغ
ديف فليمنيغ (بالإنجليزية: Dave Flemming)‏ هو معلق رياضي أمريكي، ولد في 31 مايو 1976 في الإسكندرية في الولايات المتحدة.